# 101 Vragen aan ...
101 Vragen aan VTM is een programma op VTM waarin de leukste en meest opzienbarende fragmenten uit het archief van de zender aan bod komen. Het programma startte in 2006 met de ironische commentaarstem van Sven Ornelis.
In maart 2007 nam Jacques Vermeire het programma over en kreeg het programma naast een licht gewijzigde naam, 101 Vragen aan..., ook een nieuwe invulling. Er staan nu immers elke aflevering twee bekende gasten in de kijker. Enkel de leukste fragmenten van die twee gasten worden getoond. Dit programma is te vergelijken met de programma's De leukste eeuw van... en De show van het jaar op één.

## Afleveringen

### Reeks 1 (2007)
1. Zaki en Sergio (4 maart 2007)
2. Piet Huysentruyt en Hans Otten (11 maart 2007)
3. Anne De Baetzelier en Willy Sommers (18 maart 2007)
4. Paul Jambers en Francesca Vanthielen (25 maart 2007)
5. Elke Vanelderen en Bart Kaëll (1 april 2007)
6. Gert Verhulst en Jo De Poorter (8 april 2007)
7. Eddy Planckaert en Martine Jonckheere (15 april 2007)
8. Bart Peeters en Dina Tersago (22 april 2007)
9. Sam Gooris en Carry Goossens (29 april 2007)
10. Koen Wauters en Wendy Van Wanten (6 mei 2007)
11. Kürt Rogiers en Marlène de Wouters (13 mei 2007)
12. Staf Coppens en Kathy Pauwels (20 mei 2007)
13. Jean-Marie Pfaff en Daisy Van Cauwenbergh (27 mei 2007)
14. Rob Vanoudenhoven en Mimi Smith (3 juni 2007)
15. Evi Hanssen en Erik Goossens (10 juni 2007)
16. Tess Goossens en Jan Verheyen (17 juni 2007)
17. Herbert Bruynseels en Els Tibau (24 juni 2007)

### Reeks 2 (2008)
1. K3 (6 januari 2008)
2. Ingeborg Sergeant en Birgit Van Mol (13 januari 2008)
3. Werther Vander Sarren en Phaedra Hoste (20 januari 2008)
4. Walter Grootaers en Bea Van der Maat (27 januari 2008)
5. Mathias Coppens en Els De Schepper (3 februari 2008)
6. Mark Demesmaeker en Gerrit De Cock (10 februari 2008)
7. Gunther Levi en Kelly Pfaff (17 februari 2008)